# 1re étape du Tour d'Italie 2017
Pour un article plus général, voir Tour d'Italie 2017.
La 1re étape du Tour d'Italie 2017 se déroule le vendredi 5 mai 2017, entre Alghero et Olbia sur une distance de 206 km.

## Résultats

### Classement de l'étape
| \| Classement de l'étape \| Classement de l'étape \| Classement de l'étape \| Classement de l'étape \| Classement de l'étape \| \| Coureur \| Coureur \| Pays \| Équipe \| Temps \| \| --------------------- \| --------------------- \| --------------------- \| --------------------- \| --------------------- \| \| 1er \| Lukas Pöstlberger \| Autriche \| Bora-Hansgrohe \| 5 h 13 min 35 s \| \| 2e \| Caleb Ewan \| Australie \| Orica-Scott \| + 0 s \| \| 3e \| André Greipel \| Allemagne \| Lotto-Soudal \| + 0 s \| \| 4e \| Giacomo Nizzolo \| Italie \| Trek-Segafredo \| + 0 s \| \| 5e \| Sacha Modolo \| Italie \| UAE Team Emirates \| + 0 s \| \| 6e \| Kristian Sbaragli \| Italie \| Dimension Data \| + 0 s \| \| 7e \| Jasper Stuyven \| Belgique \| Trek-Segafredo \| + 0 s \| \| 8e \| Ryan Gibbons \| Afrique du Sud \| Dimension Data \| + 0 s \| \| 9e \| Sam Bennett \| Irlande \| Bora-Hansgrohe \| + 0 s \| \| 10e \| Phil Bauhaus \| Allemagne \| Team Sunweb \| + 0 s \| |                   |                |                   |                 |
| |                   |                |                   |                 |
| Source : ProCyclingStats |                   |                |                   |                 |
| Classement de l'étape |                   |                |                   |                 |
| Coureur | Coureur           | Pays           | Équipe            | Temps           |
| 1er | Lukas Pöstlberger | Autriche       | Bora-Hansgrohe    | 5 h 13 min 35 s |
| 2e | Caleb Ewan        | Australie      | Orica-Scott       | + 0 s           |
| 3e | André Greipel     | Allemagne      | Lotto-Soudal      | + 0 s           |
| 4e | Giacomo Nizzolo   | Italie         | Trek-Segafredo    | + 0 s           |
| 5e | Sacha Modolo      | Italie         | UAE Team Emirates | + 0 s           |
| 6e | Kristian Sbaragli | Italie         | Dimension Data    | + 0 s           |
| 7e | Jasper Stuyven    | Belgique       | Trek-Segafredo    | + 0 s           |
| 8e | Ryan Gibbons      | Afrique du Sud | Dimension Data    | + 0 s           |
| 9e | Sam Bennett       | Irlande        | Bora-Hansgrohe    | + 0 s           |
| 10e | Phil Bauhaus      | Allemagne      | Team Sunweb       | + 0 s           |

### Points attribués
|   | Cycliste             | Nat       | Équipe                        | Pts | Bonif |
| - | -------------------- | --------- | ----------------------------- | --- | ----- |
| 1 | Eugert Zhupa         | Albanie   | Wilier Triestina-Selle Italia | 20  | 3 s   |
| 2 | Daniel Teklehaimanot | Érythrée  | Dimension Data                | 12  | 2 s   |
| 3 | Marcin Białobłocki   | Pologne   | CCC Sprandi Polkowice         | 8   | 1 s   |
| 4 | Pavel Brutt          | Russie    | Gazprom-RusVelo               | 6   |       |
| 5 | Cesare Benedetti     | Italie    | Bora-Hansgrohe                | 4   |       |
| 6 | Kristian Sbaragli    | Italie    | Dimension Data                | 3   |       |
| 7 | Nathan Haas          | Australie | Dimension Data                | 2   |       |
| 8 | Lars Bak             | Danemark  | Lotto-Soudal                  | 1   |       |

|   | Cycliste             | Nat      | Équipe                        | Pts | Bonif |
| - | -------------------- | -------- | ----------------------------- | --- | ----- |
| 1 | Daniel Teklehaimanot | Érythrée | Dimension Data                | 20  | 3 s   |
| 2 | Pavel Brutt          | Russie   | Gazprom-RusVelo               | 12  | 2 s   |
| 3 | Eugert Zhupa         | Albanie  | Wilier Triestina-Selle Italia | 8   | 1 s   |
| 4 | Cesare Benedetti     | Italie   | Bora-Hansgrohe                | 6   |       |
| 5 | Marcin Białobłocki   | Pologne  | CCC Sprandi Polkowice         | 4   |       |
| 6 | Kristian Sbaragli    | Italie   | Dimension Data                | 3   |       |
| 7 | Svein Tuft           | Canada   | Orica-Scott                   | 2   |       |
| 8 | Pieter Serry         | Belgique | Quick-Step Floors             | 1   |       |

| - Sprint final de Olbia (km 206) \| \| Cycliste \| Nat \| Équipe \| Points \| Bonif \| \| -- \| ---------------------- \| -------------- \| ----------------- \| ------ \| ----- \| \| 1 \| Lukas Pöstlberger \| Autriche \| Bora-Hansgrohe \| 50 \| 10 s \| \| 2 \| Caleb Ewan \| Australie \| Orica-Scott \| 35 \| 6 s \| \| 3 \| André Greipel \| Allemagne \| Lotto-Soudal \| 25 \| 4 s \| \| 4 \| Giacomo Nizzolo \| Italie \| Trek-Segafredo \| 18 \| \| \| 5 \| Sacha Modolo \| Italie \| UAE Emirates \| 14 \| \| \| 6 \| Kristian Sbaragli \| Italie \| Dimension Data \| 12 \| \| \| 7 \| Jasper Stuyven \| Belgique \| Trek-Segafredo \| 10 \| \| \| 8 \| Ryan Gibbons \| Afrique du Sud \| Dimension Data \| 8 \| \| \| 9 \| Sam Bennett \| Irlande \| Bora-Hansgrohe \| 7 \| \| \| 10 \| Phil Bauhaus \| Allemagne \| Sunweb \| 6 \| \| \| 11 \| Gregor Mühlberger \| Autriche \| Bora-Hansgrohe \| 5 \| \| \| 12 \| Fernando Gaviria \| Colombie \| Quick-Step Floors \| 4 \| \| \| 13 \| Enrico Battaglin \| Italie \| Lotto NL-Jumbo \| 3 \| \| \| 14 \| Viatcheslav Kouznetsov \| Russie \| Katusha-Alpecin \| 2 \| \| \| 15 \| Bob Jungels \| Luxembourg \| Quick-Step Floors \| 1 \| \| |                        |                |                   |        |       |
| | Cycliste               | Nat            | Équipe            | Points | Bonif |
| 1 | Lukas Pöstlberger      | Autriche       | Bora-Hansgrohe    | 50     | 10 s  |
| 2 | Caleb Ewan             | Australie      | Orica-Scott       | 35     | 6 s   |
| 3 | André Greipel          | Allemagne      | Lotto-Soudal      | 25     | 4 s   |
| 4 | Giacomo Nizzolo        | Italie         | Trek-Segafredo    | 18     |       |
| 5 | Sacha Modolo           | Italie         | UAE Emirates      | 14     |       |
| 6 | Kristian Sbaragli      | Italie         | Dimension Data    | 12     |       |
| 7 | Jasper Stuyven         | Belgique       | Trek-Segafredo    | 10     |       |
| 8 | Ryan Gibbons           | Afrique du Sud | Dimension Data    | 8      |       |
| 9 | Sam Bennett            | Irlande        | Bora-Hansgrohe    | 7      |       |
| 10 | Phil Bauhaus           | Allemagne      | Sunweb            | 6      |       |
| 11 | Gregor Mühlberger      | Autriche       | Bora-Hansgrohe    | 5      |       |
| 12 | Fernando Gaviria       | Colombie       | Quick-Step Floors | 4      |       |
| 13 | Enrico Battaglin       | Italie         | Lotto NL-Jumbo    | 3      |       |
| 14 | Viatcheslav Kouznetsov | Russie         | Katusha-Alpecin   | 2      |       |
| 15 | Bob Jungels            | Luxembourg     | Quick-Step Floors | 1      |       |

### Cols et côtes
|   | Cycliste           | Pays    | Équipe                        | Points |
| - | ------------------ | ------- | ----------------------------- | ------ |
| 1 | Cesare Benedetti   | Italie  | Bora-Hansgrohe                | 3      |
| 2 | Eugert Zhupa       | Albanie | Wilier Triestina-Selle Italia | 2      |
| 3 | Marcin Białobłocki | Pologne | CCC Sprandi Polkowice         | 1      |

|   | Cycliste             | Pays     | Équipe                        | Points |
| - | -------------------- | -------- | ----------------------------- | ------ |
| 1 | Cesare Benedetti     | Italie   | Bora-Hansgrohe                | 3      |
| 2 | Eugert Zhupa         | Albanie  | Wilier Triestina-Selle Italia | 2      |
| 3 | Daniel Teklehaimanot | Érythrée | Dimension Data                | 1      |

| - Côte de San Pantaleo, 4e catégorie (km 185,1) \| \| Cycliste \| Pays \| Équipe \| Points \| \| - \| -------------------- \| -------- \| --------------- \| ------ \| \| 1 \| Cesare Benedetti \| Italie \| Bora-Hansgrohe \| 3 \| \| 2 \| Daniel Teklehaimanot \| Érythrée \| Dimension Data \| 2 \| \| 3 \| Pavel Brutt \| Russie \| Gazprom-RusVelo \| 1 \| |                      |          |                 |        |
| | Cycliste             | Pays     | Équipe          | Points |
| 1 | Cesare Benedetti     | Italie   | Bora-Hansgrohe  | 3      |
| 2 | Daniel Teklehaimanot | Érythrée | Dimension Data  | 2      |
| 3 | Pavel Brutt          | Russie   | Gazprom-RusVelo | 1      |

## Classements à l'issue de l'étape

### Classement général
| \| Classement général \| Classement général \| Classement général \| Classement général \| Classement général \| \| Coureur \| Coureur \| Pays \| Équipe \| Temps \| \| ------------------ \| ------------------ \| ------------------ \| ------------------ \| ------------------ \| \| 1er \| Lukas Pöstlberger \| Autriche \| Bora-Hansgrohe \| 5 h 13 min 25 s \| \| 2e \| Caleb Ewan \| Australie \| Orica-Scott \| + 4 s \| \| 3e \| André Greipel \| Allemagne \| Lotto-Soudal \| + 6 s \| \| 4e \| Pavel Brutt \| Russie \| Gazprom-RusVelo \| + 8 s \| \| 5e \| Giacomo Nizzolo \| Italie \| Trek-Segafredo \| + 10 s \| \| 6e \| Sacha Modolo \| Italie \| UAE Team Emirates \| + 10 s \| \| 7e \| Kristian Sbaragli \| Italie \| Dimension Data \| + 10 s \| \| 8e \| Jasper Stuyven \| Belgique \| Trek-Segafredo \| + 10 s \| \| 9e \| Ryan Gibbons \| Afrique du Sud \| Dimension Data \| + 10 s \| \| 10e \| Sam Bennett \| Irlande \| Bora-Hansgrohe \| + 10 s \| |                   |                |                   |                 |
| |                   |                |                   |                 |
| Source : ProCyclingStats |                   |                |                   |                 |
| Classement général |                   |                |                   |                 |
| Coureur | Coureur           | Pays           | Équipe            | Temps           |
| 1er | Lukas Pöstlberger | Autriche       | Bora-Hansgrohe    | 5 h 13 min 25 s |
| 2e | Caleb Ewan        | Australie      | Orica-Scott       | + 4 s           |
| 3e | André Greipel     | Allemagne      | Lotto-Soudal      | + 6 s           |
| 4e | Pavel Brutt       | Russie         | Gazprom-RusVelo   | + 8 s           |
| 5e | Giacomo Nizzolo   | Italie         | Trek-Segafredo    | + 10 s          |
| 6e | Sacha Modolo      | Italie         | UAE Team Emirates | + 10 s          |
| 7e | Kristian Sbaragli | Italie         | Dimension Data    | + 10 s          |
| 8e | Jasper Stuyven    | Belgique       | Trek-Segafredo    | + 10 s          |
| 9e | Ryan Gibbons      | Afrique du Sud | Dimension Data    | + 10 s          |
| 10e | Sam Bennett       | Irlande        | Bora-Hansgrohe    | + 10 s          |

### Classement du meilleur jeune
| Classement du meilleur jeune | Classement du meilleur jeune | Classement du meilleur jeune | Classement du meilleur jeune | Classement du meilleur jeune |
|                              | Coureur                      | Pays                         | Équipe                       | Temps                        |
| ---------------------------- | ---------------------------- | ---------------------------- | ---------------------------- | ---------------------------- |
| 1er                          | Lukas Pöstlberger            | Autriche                     | Bora-Hansgrohe               | en 5 h 13 min 25 s           |
| 2e                           | Caleb Ewan                   | Australie                    | Orica-Scott                  | + 4 s                        |
| 3e                           | Jasper Stuyven               | Belgique                     | Trek-Segafredo               | + 10 s                       |
| 4e                           | Ryan Gibbons                 | Afrique du Sud               | Dimension Data               | + 10 s                       |
| 5e                           | Phil Bauhaus                 | Allemagne                    | Sunweb                       | + 10 s                       |
| modifier                     |                              |                              |                              |                              |

### Classement aux points
| Classement par points | Classement par points | Classement par points | Classement par points         | Classement par points |
| --------------------- | --------------------- | --------------------- | ----------------------------- | --------------------- |
|                       | Coureur               | Pays                  | Équipe                        | Point(s)              |
| 1er                   | Lukas Pöstlberger     | Autriche              | Bora-Hansgrohe                | 50 points             |
| 2e                    | Caleb Ewan            | Australie             | Orica-Scott                   | 35 pts                |
| 3e                    | Daniel Teklehaimanot  | Érythrée              | Dimension Data                | 32 pts                |
| 4e                    | Eugert Zhupa          | Albanie               | Wilier Triestina-Selle Italia | 28 pts                |
| 5e                    | André Greipel         | Allemagne             | Lotto-Soudal                  | 25 pts                |
| modifier              |                       |                       |                               |                       |

### Classement du meilleur grimpeur
| Classement du meilleur grimpeur | Classement du meilleur grimpeur | Classement du meilleur grimpeur | Classement du meilleur grimpeur | Classement du meilleur grimpeur |
| ------------------------------- | ------------------------------- | ------------------------------- | ------------------------------- | ------------------------------- |
|                                 | Coureur                         | Pays                            | Équipe                          | Point(s)                        |
| 1er                             | Cesare Benedetti                | Italie                          | Bora-Hansgrohe                  | 9 points                        |
| 2e                              | Eugert Zhupa                    | Albanie                         | Wilier Triestina-Selle Italia   | 4 pts                           |
| 3e                              | Daniel Teklehaimanot            | Érythrée                        | Dimension Data                  | 3 pts                           |
| 4e                              | Pavel Brutt                     | Russie                          | Gazprom-RusVelo                 | 1 pt                            |
| 5e                              | Marcin Białobłocki              | Pologne                         | CCC Sprandi Polkowice           | 1 pt                            |
| modifier                        |                                 |                                 |                                 |                                 |

### Classements par équipes

#### Classement au temps
| Classement par équipes au temps | Classement par équipes au temps | Classement par équipes au temps | Classement par équipes au temps |
|                                 | Équipe                          | Pays                            | Temps                           |
| ------------------------------- | ------------------------------- | ------------------------------- | ------------------------------- |
| 1re                             | Bora-Hansgrohe                  | Allemagne                       | en 15 h 40 min 45 s             |
| 2e                              | Trek-Segafredo                  | États-Unis                      | m.t                             |
| 3e                              | UAE Emirates                    | Émirats arabes unis             | m.t                             |
| 4e                              | Dimension Data                  | Afrique du Sud                  | m.t                             |
| 5e                              | Sunweb                          | Allemagne                       | m.t                             |
| modifier                        |                                 |                                 |                                 |

#### Classement aux points
| Classement par équipes aux points | Classement par équipes aux points | Classement par équipes aux points | Classement par équipes aux points | Classement par équipes aux points |
|                                   | Équipes                           | Pays                              |                                   | Point(s)                          |
| --------------------------------- | --------------------------------- | --------------------------------- | --------------------------------- | --------------------------------- |
| 1re                               | Bora-Hansgrohe                    | Allemagne                         |                                   | 65                                |
| 2e                                | Orica-Scott                       | Australie                         |                                   | 35                                |
| 3e                                | Dimension Data                    | Afrique du Sud                    |                                   | 33                                |
| 4e                                | Trek-Segafredo                    | États-Unis                        |                                   | 28                                |
| 5e                                | Lotto-Soudal                      | Allemagne                         |                                   | 25                                |
| modifier                          |                                   |                                   |                                   |                                   |